# Quercus michauxii
Quercus michauxii là một loài thực vật có hoa trong họ Cử. Loài này được Nutt. miêu tả khoa học đầu tiên năm 1818.

## Hình ảnh

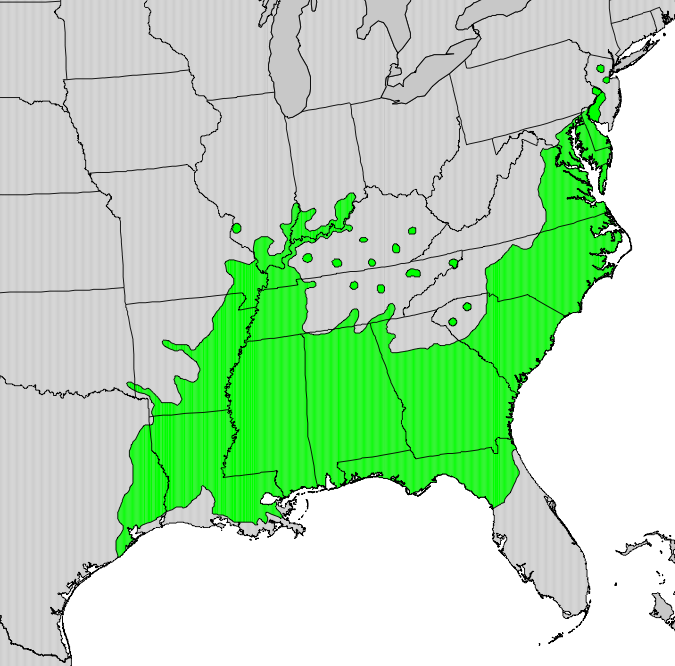